# Guindilia cristata
Guindilia cristata là một loài thực vật có hoa trong họ Bồ hòn. Loài này được (Radlk.) Hunz. mô tả khoa học đầu tiên năm 1976.